# Barthold Saffe
Barthold Saffe († 1615 in Lübeck) war Kaufmann und Ratsherr der Hansestadt Lübeck.
Der Kaufmann Barthold Saffe wurde 1597 in den Lübecker Rat erwählt. Er nahm 1609 an den Ratsgeschäften keinen Anteil mehr und erschien auch nicht zu den Sitzungen. Trotz ausgesprochenem Reiseverbot soll ihm die Leipziger Messe wichtiger gewesen sein, als die Ratsaufgaben. Er wurde daher seiner Ratsämter enthoben, jedoch nicht aus dem Rat ausgeschlossen (nach Fehling des „Amtes entsetzt“) und auch auf seine darauf folgende Remonstration hin nicht wieder in seinen Ämtern bestätigt. Er blieb also vom Staus her Ratsherr, durfte aber weder an den Sitzungen teilnehmen noch Ratsämter bekleiden. Als aller Rechte und Pflichten enthobener Ratsherr bekam er jedoch bei seiner Beerdigung das einem Ratsherrn zustehende zweistündige Grabgeläut der Lübecker Marienkirche.
Er war mit Anna geb. Klever, der Tochter des Lübecker Bürgers Albrecht Klever, verheiratet und bewohnte das Hoghehus am Koberg 2, welches seine Frau mit in die Ehe brachte. Der Lübecker Jurist und Ratsherr Heinrich Saffe war beider Sohn.